# Světová ekonomika

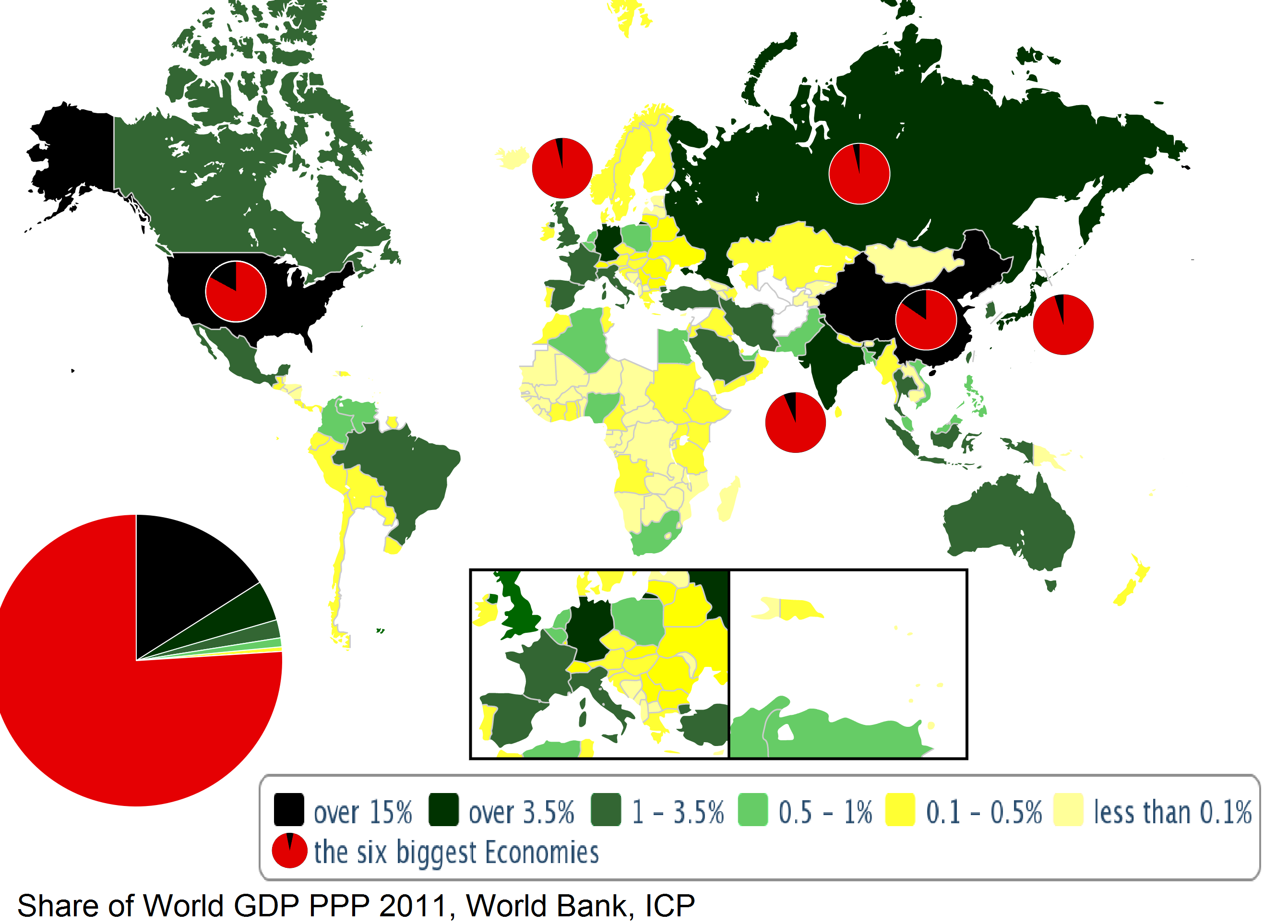
Světový podíl HDP (PPP) (Světová banka, 2011).

Světová ekonomika, globální ekonomika nebo světové hospodářství obvykle značí ekonomiku, která je založena na ekonomikách všech zemí světa, národních hospodářstvích. Též globální ekonomiku možno vidět jak ekonomiku globální společnosti a národních ekonomik, tak ekonomiky lokálních společností, které tvoří jednu globální. Tuto ekonomiku je možno hodnotit různými způsoby. Např. podle použitého modelu může být hodnocení prezentováno v určité měně, například v dolarech z roku 2006, nebo v eurech z roku 2005.